# Zimányi Ernő
Zimányi Ernő (Cegléd, 1901. július 10. – Pilisvörösvár, 1978) magyar pedagógus, festőművész, szobrász, éremművész és író, a 20. század első felének sokoldalú alkotója. Életművének jelentős része Pilisvörösvárhoz kötődik.  

## Élete és munkássága

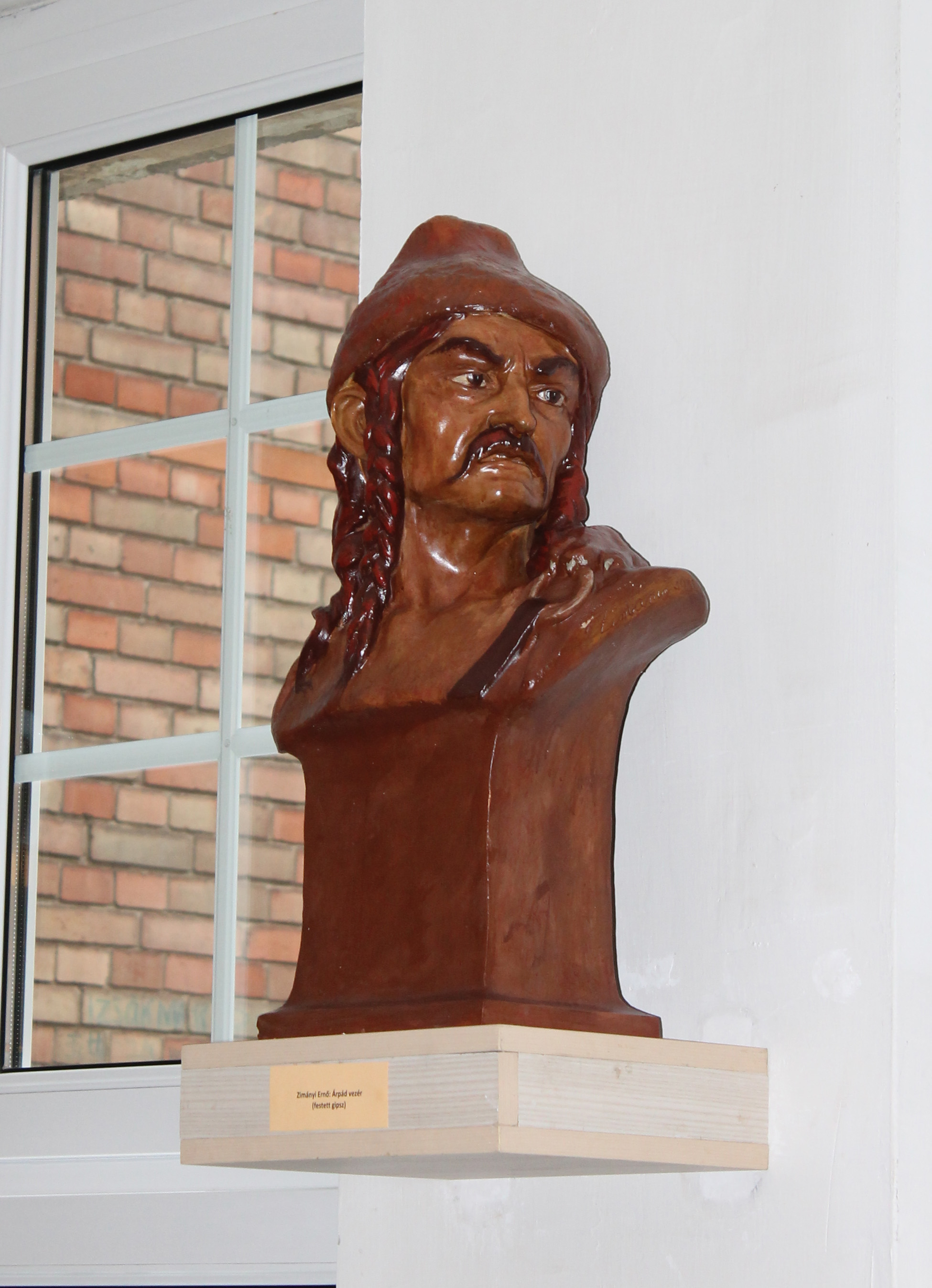
Árpád vezér

Cegléden született Zimányi György tanító és Tury Magdolna gyermekeként, kilenc testvér közül a legkisebbként. Apai nagyapja, Zimányi Ferenc nemesi származású volt. Tanulmányait a ceglédi Kossuth Lajos Gimnáziumban kezdte, majd 1917-ben felvételt nyert a budapesti Iparművészeti Főiskolára, ahol anatómiát Haranghinál, alakrajzot Simaynál, mintázást Orbán Imrénél tanult. 1922-ben szerezte meg oklevelét.
1923-ban kezdte tanári pályáját Hajdúdorogon, majd 1926-tól Jászárokszálláson tanított. 1929-ben került Pilisvörösvárra, ahol több mint harminc éven át volt a helyi polgári, majd általános iskola tanára, egészen 1961-es nyugdíjazásáig. Felesége, Marschalkó Anna Sarolta szintén tanítóként dolgozott. Tanítványai – köztük Schranz Lajos festő – szeretettel emlékeztek vissza rá mint nevelőre és emberre.
Művészi pályáját már fiatalon megkezdte: 1921-ben Fechtmann Józseffel közös kiállításon mutatta be munkáit Cegléden. Részt vett a Műcsarnok tavaszi tárlatain (1923, 1927, 1931) és a Nemzeti Szalon kiállításain (1927, 1930). Szobrászként készített kisplasztikákat, portrékat, domborműveket, síremlékeket, köztük a Magyar diák című szobra díjat nyert. Síremlékei megtalálhatók a vörösvári, a farkasréti és a törökszentmiklósi temetőkben.
Éremművészként elismert alkotó volt: legismertebb munkái a Petőfi-emlékérem (1935) és az Arany János-emlékérem (1932–33). Festőként tájképeket, arcképeket és enteriőröket is alkotott. Rendszeresen részt vett nyári művésztelepeken (Sopron, Nagymaros, Vác, Szada). Művészi munkássága mellett pedagógiai elvei is korszerűek voltak, ahogy 1931-ben írta: „A rajztanító tehát művész legyen a kedély és akarat fejlesztésében.”
1970-ben gyűjteményes kiállítása nyílt festményeiből a pilisvörösvári könyvtárban.

## Közéleti és irodalmi tevékenysége
Aktív tagja volt a helyi közösségi és kulturális életnek. Részt vett a Gyóni Géza Irodalmi Társaság, az Ányos Pál Irodalmi Kör, a Nemzeti Társas Kör és a Pilisvörösvári MOVE munkájában. Több alkalommal tartott népművelési előadásokat. Elbeszélései, cikkei, tárcái megjelentek a Magyar Gondolat, Magyar Népiskola, Ifjúság és Élet, Ceglédi Hírlap, Nemzeti Figyelő, Szebb Jövőt és más lapokban. Tagja volt a Budapesti Pedagógus Képzőművészeti Stúdiónak is (1953–1963).  
Ismertebb írásai: Viszontlátás, Hazatérés, Letekint az Isten, Pipiske, Az első próba. Részt vett a jászárokszállási monográfia illusztrálásában is.
Számos tanítványa köszönhette neki művészi pályafutását. Tanári tevékenysége mellett könyvtárosként, kulturális szervezetek tagjaként, közéleti személyiségként is működött. Tanítványai közül sokan megőrizték emlékét és műveit, a tanításban és közösségi életben vállalt szerepét legendásnak tartották.

## Művek, hagyaték

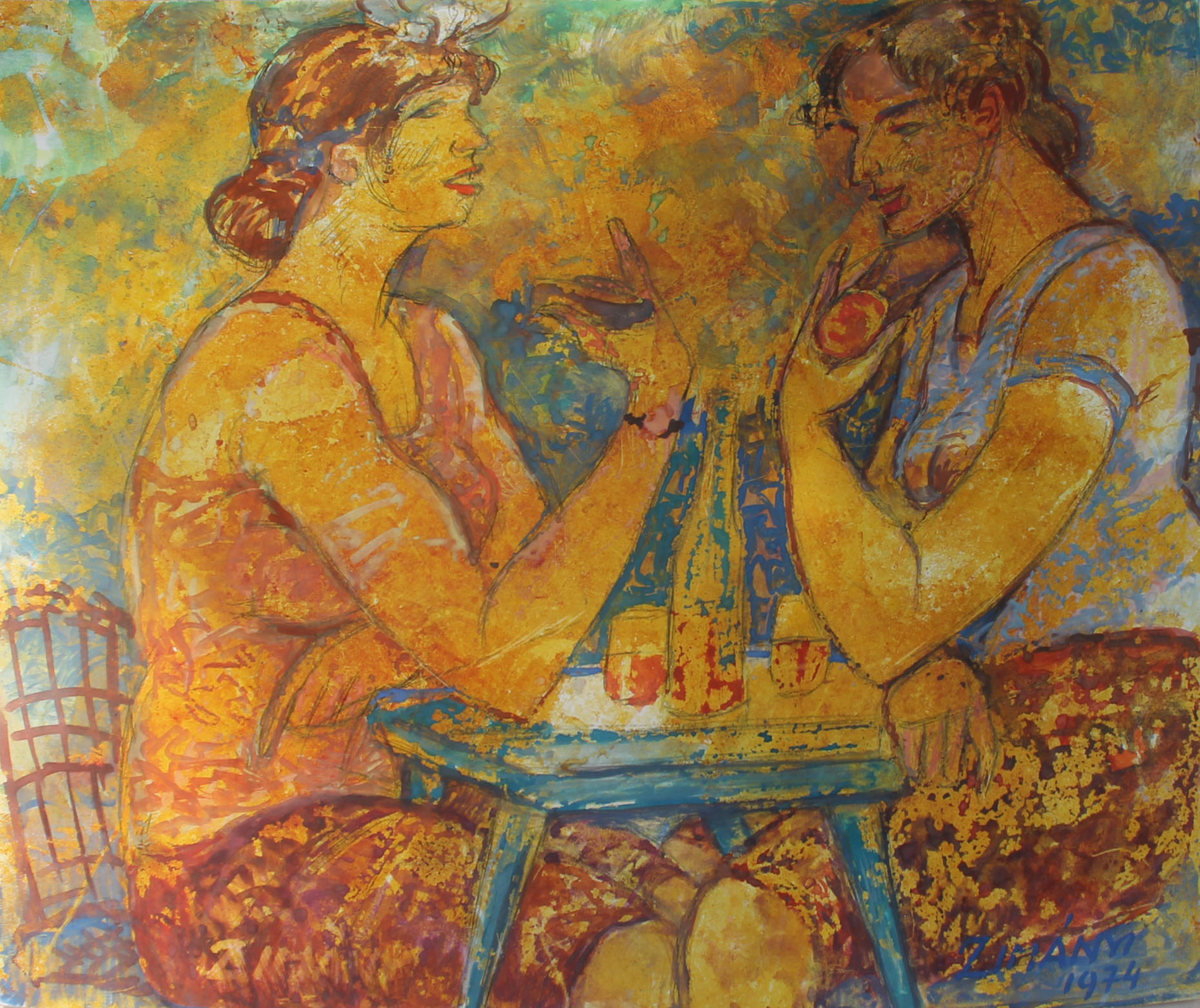
Csevegők

Alkotásainak jegyzéke ma is bővül: festmények, szobrok, érmek, grafikák, könyvillusztrációk, pedagógiai írások.
Ismert művei:
- Petőfi Sándor mellszobra (gipsz)
- Árpád vezér mellszobra (gipsz)
- Petőfi-emlékérem (1935)
- Olajfestmények, tájképek, csendéletek (pl. Pilisszentiván, Terefere, Vácduka)
- Könyvillusztrációk és oktatási kéziratok
- Kétlovas fogat rézkarc
- Több tucat festmény és rajz magángyűjteményekben

## Halála és emlékezete

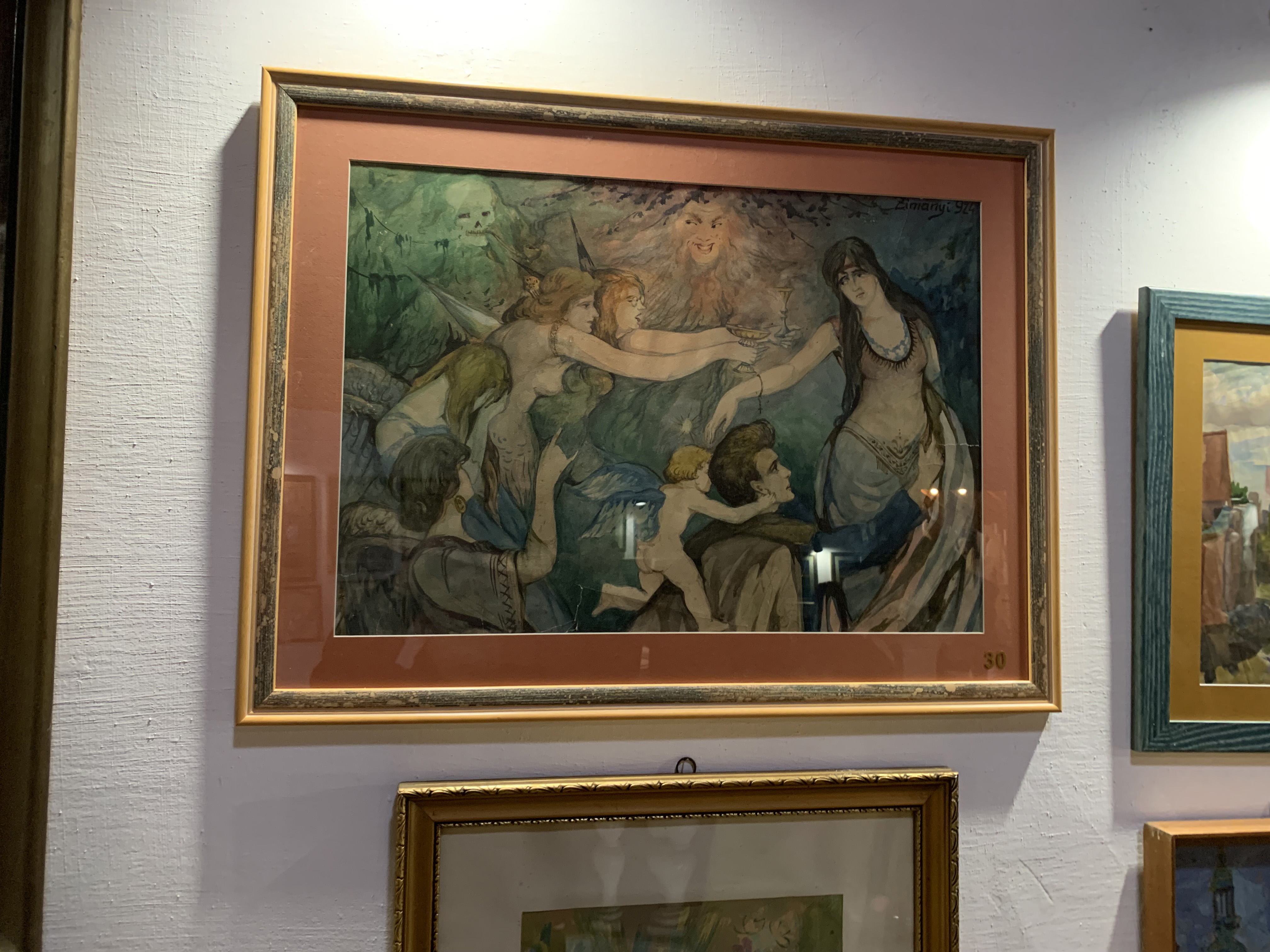
A 2023. évi kiállítás részlete

1978-ban hunyt el, Pilisvörösváron temették el a Csobánkai úti temetőben. 2014-ben Manhertz István szobrász a kántorház padlásán megtalálta két mellszobrát. Az egyik másolata – Árpád vezér – ma a Vásár téri iskola folyosóján látható.
2014-ben megalakult a Zimányi Ernő Emlékbizottság, amely a művésztanár emlékének ápolását, hagyatékának feltárását és bemutatását tűzte ki célul. 2023 áprilisában – egy addig ismeretlen magángyűjtemény felbukkanása nyomán – emlékkiállítás nyílt Pilisvörösváron a Varázskő Galériában, közel ötven festménnyel, grafikával és plasztikával.
Zimányi István családi visszaemlékezése szerint Ernő bácsi zengő beszédhangjával, mosolyával, történeteivel, rajzaival és zeneszeretetével családi körben is megbecsült és szeretett alakja volt a közösségnek.  